# خط بی‌ام‌تی خیابان مرتل
خط بی‌ام‌تی خیابان مِرتل (انگلیسی: BMT Myrtle Avenue Line) یکی از خط‌های متروی نیویورک سیتی در بخش بروکلین و کویینز است.
این خط که در سال ۱۸۸۹ تأسیس شده دارای ۷ ایستگاه است. 

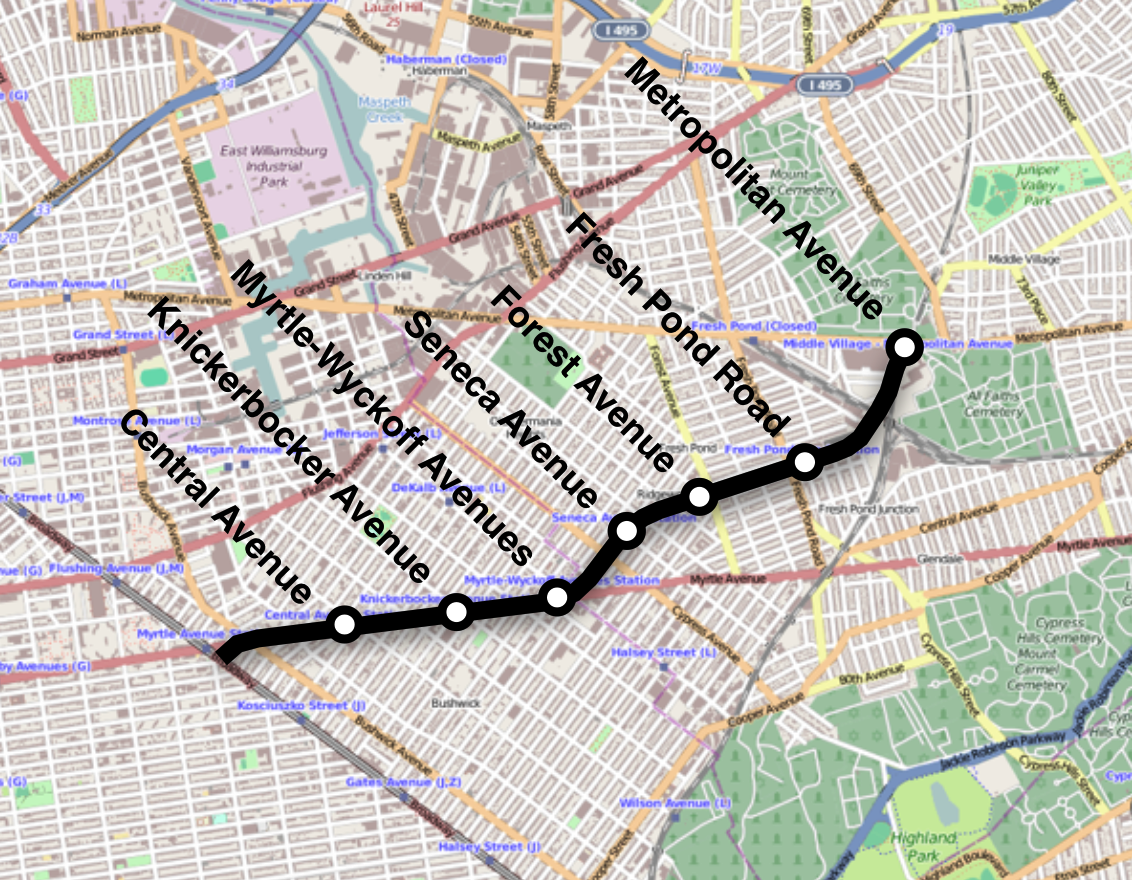
نقشه خط

## نگارخانه

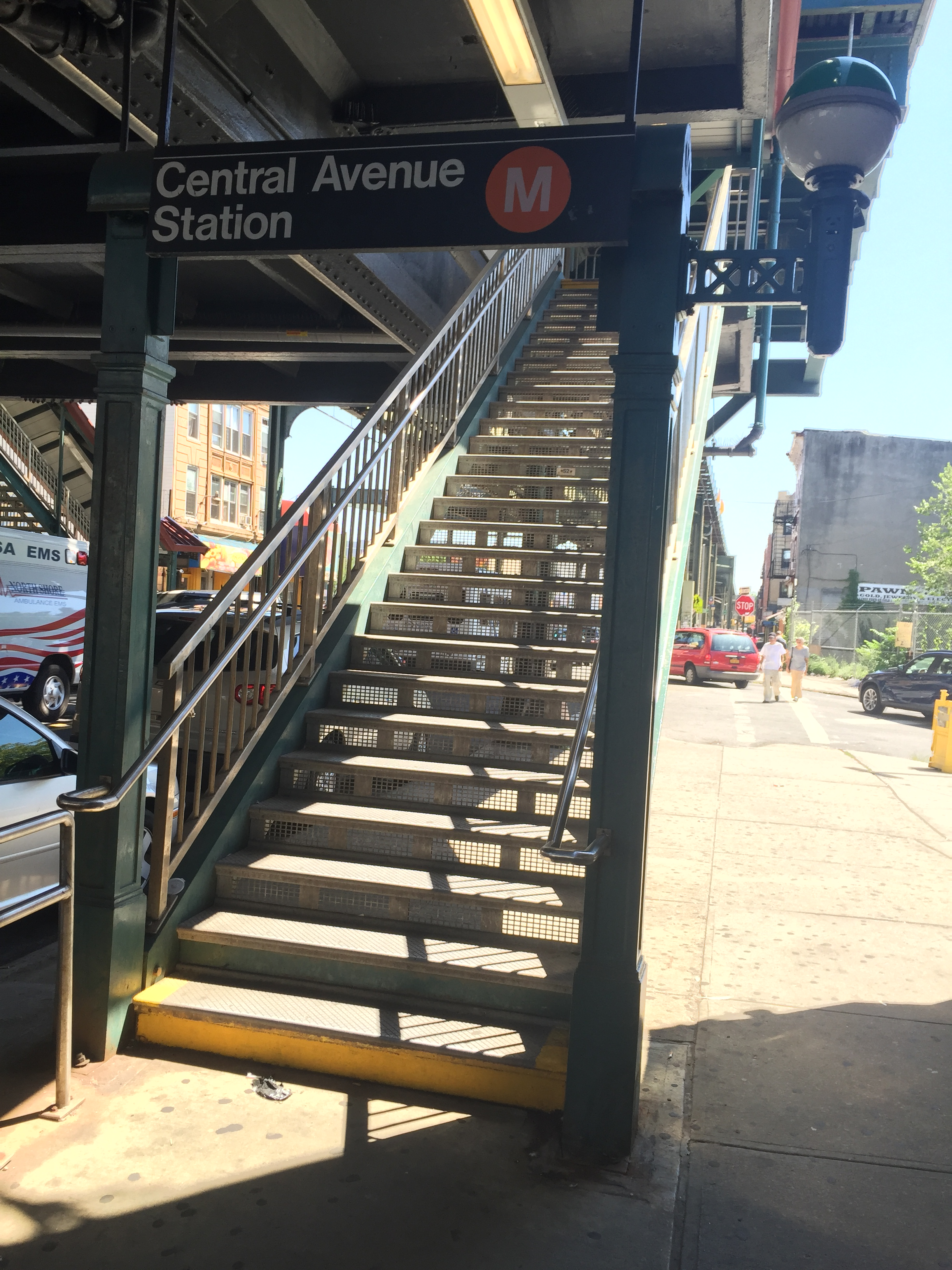
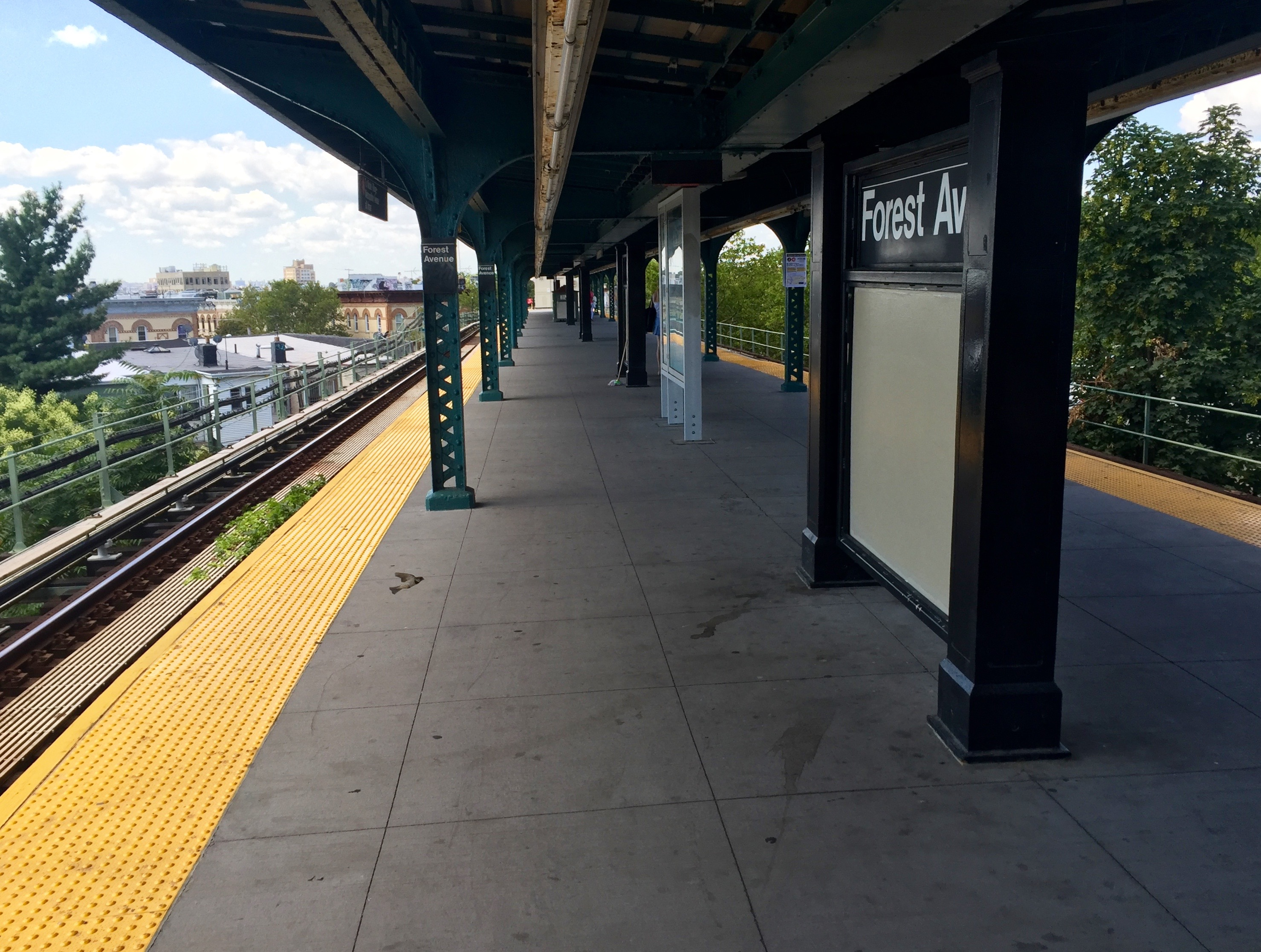
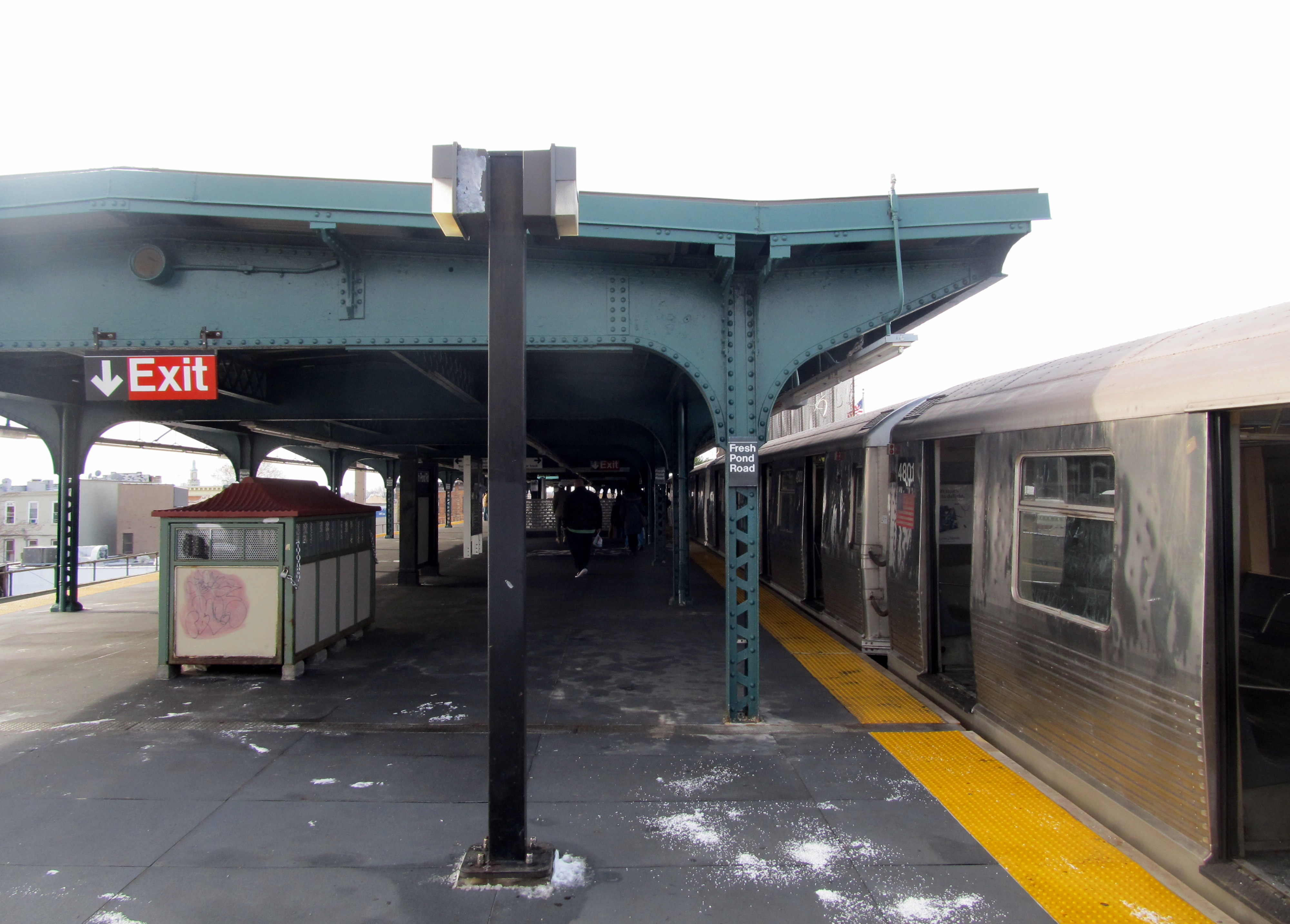
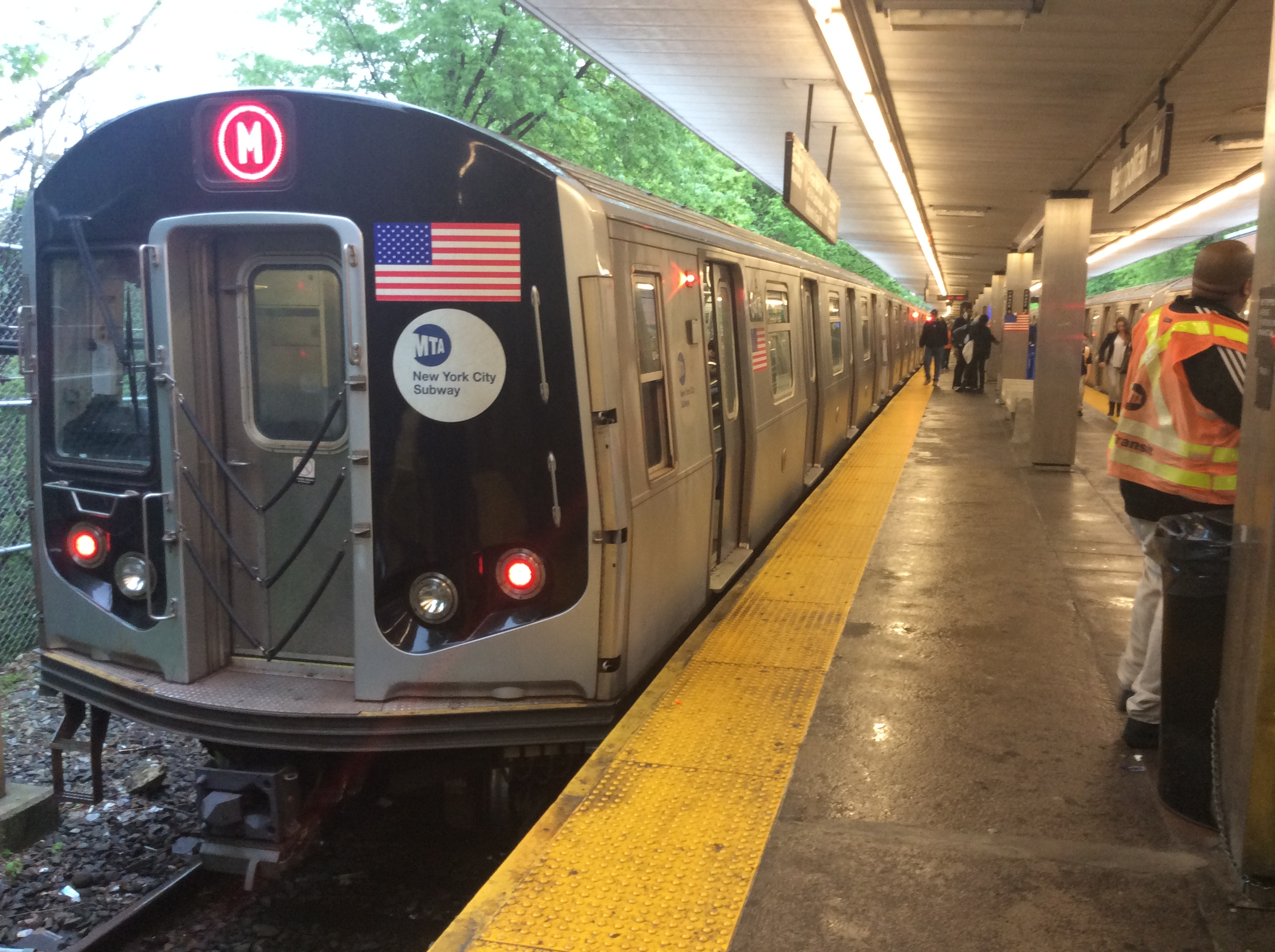